# Desmopressin
Desmopressin, được bán dưới tên thương mại DDAVP cùng với môt số những tên khác, là một loại thuốc được sử dụng để điều trị bệnh đái tháo nhạt, đi tiểu trong lúc ngủ, ưa chảy máu A, bệnh von Willebrand, và nồng độ urê trong máu cao. Nếu sử dụng để điều trị bệnh ưa chảy máu A và bệnh von Willebrand, chúng chỉ nên được sử dụng cho các trường hợp từ nhẹ đến trung bình. Thuốc có thể đi vào cơ thể nhờ đường hít, bằng cách tiêm vào tĩnh mạch, bằng đường miệng, hoặc đặt dưới lưỡi.
Các tác dụng phụ thường gặp có thể kể đến như đau đầu, tiêu chảy và natri trong máu thấp. Lượng natri trong máu thấp có thể gây co giật. Thuốc cũng không nên được sử dụng ở những người có vấn đề về thận hoặc lượng natri máu vốn thấp. Chúng có vẻ an toàn để sử dụng trong khi mang thai. Đây là một phiên bản tổng hợp của vasopressin, một hormone làm giảm sản xuất nước tiểu (chống lợi niệu).
Desmopressin đã được chấp thuận cho sử dụng y tế tại Hoa Kỳ vào năm 1978. Nó nằm trong danh sách các thuốc thiết yếu của Tổ chức Y tế Thế giới, tức là nhóm các loại thuốc hiệu quả và an toàn nhất cần thiết trong một hệ thống y tế. Chúng có sẵn dưới dạng thuốc gốc. Tại Hoa Kỳ, chi phí cho một tháng điển hình sử dụng thuốc là từ 100 đến 200 USD.